# 上田一軒
上田 一軒（うえだ いっけん、1972年2月23日 - ）は、日本の演出家、俳優。劇団「スクエア」の看板俳優であり代表（リーダー）。
兵庫県小野市出身。近畿大学商経学部経営学科卒業。

## 来歴等
幼少の頃よりお笑いに傾倒し漫才師に憧れるが、大学の演劇部に入部したのを機に演劇に転向。
学生劇団を引退後、小劇場の劇団を転々とした後、1996年、自らの劇団「スクエア」を旗揚げ。以後、劇団の演出家であり、また看板俳優として全公演に出演。リーダーを務める。また同劇団は関西屈指のコメディ劇団として高い評価を得ている。
役者として、文学的作品からエンターテイメント作品まで、幅広い出演の依頼があり、さまざまなキャラクターを演じられる俳優として評価を得ている。
また、リアルで緻密な劇づくりと笑いやエンターテイメント性を兼ね備えた演出家としても、活躍している。

## 舞台（スクエア）
演出・出演。
1996年
- 第1回公演『10・25朝日工務店現場飛田8:00入り』

1997年
- 第2回公演『君の笑顔が忘れられない』
- 第3回公演『泊』

1998年
- 第4回公演『サイフォン サイフォン』
- 月組公演Vol.1『嫉妬』

1999年
- 第5回公演『祝福してみる』
- 第6回公演『だし』

2000年
- 第7回公演『俺の優しさ』
- 第8回公演『けーさつ』

2001年
- 月組公演Vol.2『贅沢』
- 第9回公演『泊』
- 第10回公演『俺の優しさ』

2002年
- 第11回公演『本社イチマル』
- 月組公演Vol.3『宿題』

2003年
- 第12回公演『つるつる』
- 第13回公演『ラブコメ』
- 第14回公演『打つ手なし』

2004年
- 第15回公演『嗚呼、てんやわんやの月見うどん。』

2005年
- 第16回公演『ラブコメ』
- 韓国釜山国際演劇祭『THE BACKSTREET SHININGS』
- 第17回公演『けーさつ』
- 第18回公演『ザ・バックストリート・シャイニングス』

2006年
- 第19回公演『上方スピリッツ』
- 第20回公演『ひかげの軍団』

2007年
- 第21回公演『本社イチマル』
- 第22回公演『つるつる』

2008年
- 第23回公演『法廷式』
- 第24回公演『誉め兄弟』

2009年
- 第25回公演『泊、』
- 第26回公演『108』

2010年
- 第27回公演『マンガマン』

2011年
- 第28回公演『ラブ☆ギャラクシー』
- 第29回公演『帰ってきたザ・バックストリート・シャイニングス』

2012年
- 第30回公演『ワンサ』
- 第31回公演『けーさつ』

2013年
- 第32回公演『楽園ジゴク』
- 第33回公演『誉め兄弟』

2016年
- 芸人コンティニュー 

## 出演

### 舞台
- あきやプロデュース『あきや』（1994年）
- 199Q太陽族プロデュース『レ・ボリューション』（1995年）
- 199Q太陽族『空の絵具』（1995年）
- 覇王樹座『ない?!』（1996年）[7]
- 南船北馬一団プロデュース『12人のおかしな大阪人』（1996年）
- 演劇集団よろずや『幕末純情伝』（1997年） - 近藤勇役
- 梅の湯インターナショナル『怪盗乱魔』（1997年）
- 鉛乃文檎『背伸びをした夜』（1997年）
- 南船北馬一団『ナップサック全盛期』（1998年） - 主演
- 芝居屋坂道ストア『ユウダチソウ』（1998年）
- ゴーゴーハリケーン＃03『パラレリ』（2003年） - 演出・出演
- NGKランディーズ・ナイト・シアター『告別式』（2004年）
- ランニングシアターダッシュ『ライク・ア・シューティングスター』（2004年）
- 転球劇場『バース』 （2004年）
- 大阪現代演劇祭ドラマリーディング『―劇場へ!!』（2005年）
- HEP HALLプロデュースTheatre14『夏の夜の夢』（2005年） - スナウト役
- 劇団たいしゅう小説家第11回公演『無敵な男達』（2006年） - 演出&出演
- 伊藤えん魔プロデュース『一心寺恐怖百物語2007』（2007年）
- 京橋花月よる芝居『パパ』（2009年）
- 兵庫県立ピッコロ劇団創立15周年記念公演『真田風雲録』（2010年） - 由利鎌之助 役[8]
- 劇団ガバメンツ『ちゃんちゃんばらばら』（2010年）
- 桃園会『a tide of classics〜三好十郎・浮標〜』（2010年）
- プロジェクトKUTO-10第11回公演『黄昏の犬たち』〜ぼちぼちいこか外伝〜（2010年）
- 真夏の會『エダニク』（再演）（2011年） [9]
- 劇団925 第23回公演『福喜多さんちの三兄弟 最終回～菊の頃～』（2018年11月）[10]
- STAND FLOWER 演劇公演「世界はそれをカレーパンと呼ぶんだぜ」（2024年5月）[11]

### テレビドラマ
- 連続テレビ小説（NHK総合）
  - てっぱん（2010年）[12]
  - 純と愛（2012年）[12]
  - ごちそうさん（2013年）[12]
  - わろてんか（2017年）[12]
  - カムカムエブリバディ（2021年）[12]
  - ブギウギ（2023年）
- サクラとさつき（2011年、朝日放送）

### テレビ番組
- ナンバ壱番館（朝日放送） - 京山幸枝若 役
- シャキーン！「どこ切る兄弟」「どこ切る夫婦」（NHK Eテレ） - 声の出演

### 映画
- サマージャンボ
- 潮どき 〜芸人・清水キョウイチ郎〜
- そしてこれから

### 講師等
- STAGE21 特別講師
- アイホール演劇ファクトリー 特別講師
- 高校演劇滋賀県地区大会 審査員
- 高校演劇高知県県大会 審査員
- 芸術創造館主催演劇ワークショップ『上田一軒とワークショップ』講師
- アイホール 中学高校演劇フェスティバル 講評員
- 芸能プロダクション ルート 演技レッスン講師
- 芸能プロダクション テアトルアカデミー 演技レッスン講師
- 伊丹市立東中学校 演劇ワークショップ講師
- 兵庫県立伊丹高校 演劇ワークショップ講師
- アイホール 演劇ラボラトリー上田一軒プロジェクト 講師・演出

## 演出
- いのちの洗濯劇場『犬の生活』 （1997年）
- AI・HALLハイスクールプロデュース『リーダー』（2002年）
- うめだ花月・芝居もん。『ハワイな人』（2004年）
- 副島新五SFひとり芝居『カルボンさん』（2008年）
- 真夏の會『エダニク』（2009年）[13]
- TEAM54プロデュース『3×3=3』（2009年）
- 京橋花月4月よる芝居『列車と雨』（2010年）
- ABCホールプロデュース『目頭を押さえた』（2012年）[14]
- iaku vol.2『エダニク』（2013年）[15]
- iaku vol.3『流れんな』（2013年）
- iaku『エダニク』（2016年）[16]
- iaku『車窓から、世界の』（2016年）[17]
- iaku『ハイツブリが飛ぶのを』（2017年）[18]
- iaku『あたしら葉桜』『葉桜』（2018年）[19]
- 劇団ユニットWOW!! 第7回本公演『消えたべテルギウスを探せ』（2022年）[20]
- iaku『あたしら葉桜』（2023年）[21]
- 劇団ユニットWOW!!第8回本公演『24の青い鳥』（2023年）[22]
- ぷちっとWOW!! 第2回公演『誠の証明』（2024年）[23]
- 劇団ユニットWOW!! 第9回本公演『任意後見人狂騒曲 ガーディアン・ラプソディ～お母さん、ご指名をお待ちしています～』（2024年）[24]